# Oberek

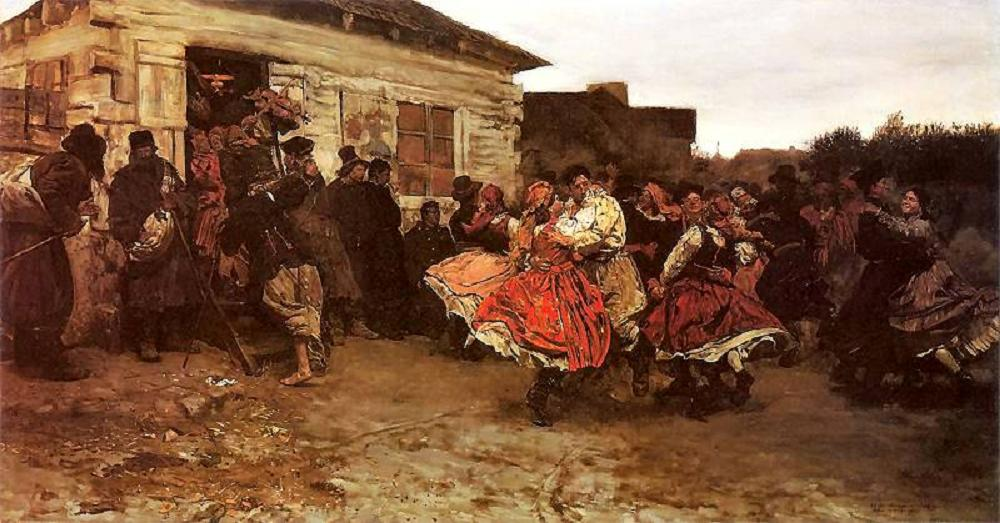
Józef Chełmoński – Oberek, 1878

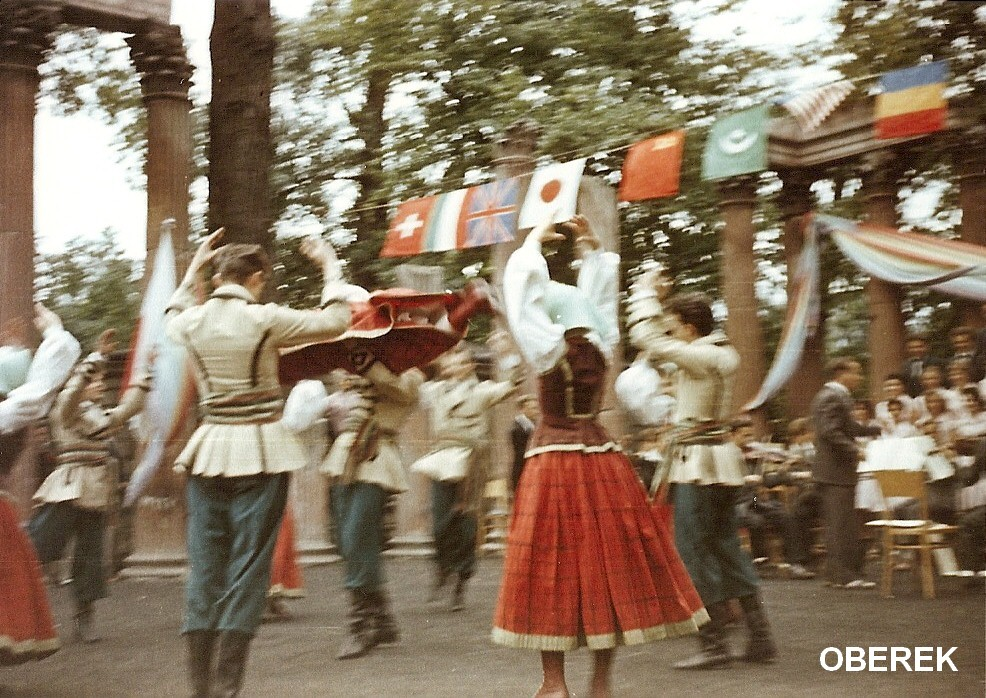
Starówka 1960 – Warszawa, Teatr na Wyspie w Łazienkach – Oberek w wykonaniu baletu

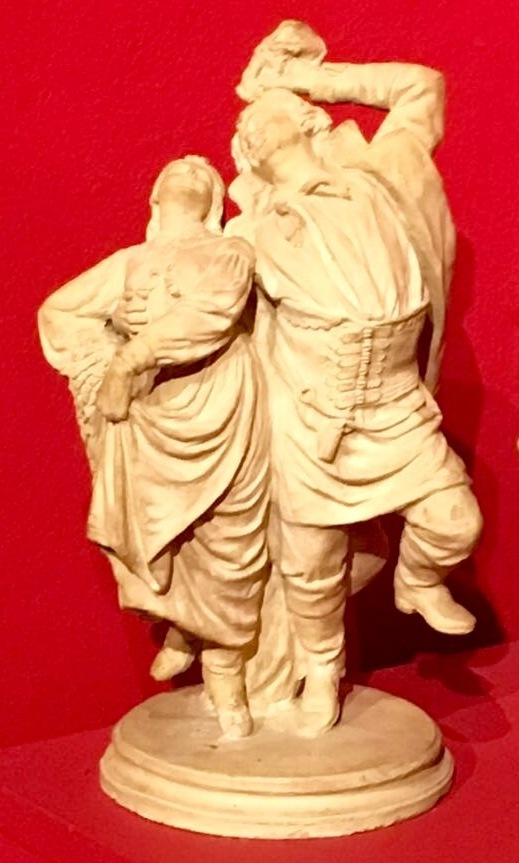
Oberek – Antoni Kurzawa, 1881

Oberek – polski taniec ludowy, charakteryzujący się rytmami mazurkowymi o metrum trójmiarowym i szybkim tempie. Oberek jest najszybszym z trzech mazurowych tańców (kujawiak, mazur, oberek). W południowej Polsce nazwa „obertas” występuje również jako oznaczenie tańców dwumiarowych. Tańce oberkowe są więc różnorodne. Ich opracowania podjęli się m.in. O. Kolberg, H. Wieniawski, R. Statkowski, G. Bacewiczówna, K. Szymanowski. Nazwa „obertas” pojawiła się po raz pierwszy w 1697 roku. Oberek do dziś jest uznawany za jeden z najbardziej popularnych tańców w Polsce, szczególnie na Mazowszu i Radomszczyźnie. Nazwa „oberek” wywodzi się od obracania. Tańcowi towarzyszyły często przyśpiewki, okrzyki i przytupy.
Lokalne nazwy nadawane były oberkowi na podstawie obserwacji i własnych odczuć tancerzy, którzy w ten sposób określali jego najbardziej charakterystyczne cechy.  Do nazw takich należy: obertas, swijok, drygant, okrąglak, okrągły, okrąglok, owijok, wyrywany, wyrwas, zawijacz.

## Historia

### Początki oberka
Historia tańca związana jest z przełomem z zakresu choreotechniki europejskiej i miała miejsce w XVI wieku. Oberek wraz z kujawiakiem wyłoniły się ze wcześniejszych rytmów mazurowych w okresie pomiędzy 1750 a 1830 rokiem. W tym właśnie czasie z dawnych tańców o charakterze łańcuchowym i kołowym wyłoniły się tańce parowe, które polegały na podążaniu gromady tanecznej uformowanej parami za parą początkującą. Pierwsze kompozycje z użyciem określenia oberek wyprodukowano pod koniec lat trzydziestych XIX wieku. Były to przede wszystkim utwory wykonywane w warszawskim Teatrze Rozmaitości, u wód mineralnych w Ogrodzie Saskim lub Ogrodzie Krasińskich, a także na salach karnawałowych. Fryderyk Chopin był jednym z pierwszych kompozytorów, który wykorzystał oberka w swojej twórczości. Najstarszym potwierdzeniem wykonywania oberka jest utwór Łukasza Gołębiowskiego, zatytułowany „Gry i zabawy różnych stanów” (1839 r.).

### Późniejsze losy tańca
W XX wieku zainteresowanie oberkiem zostało zdominowane przez cele edukacyjne, które po raz pierwszy wyznaczył Zygmunt Kłośnik. W późniejszym czasie międzywojennym opracowania tańca podjęli się również: Józef Waxman, Zofia Kwaśnicowa oraz Jan Ostrowski-Naumoff. Po wojnie rozwinęła się wersja sceniczna oberka, którą zaczęto mieszać z formami towarzyskimi tańca.   

### Współczesność
Znaczącą rolę w kształtowaniu się oberka w wersji scenicznej odegrał Feliks Parnell, który dodał nowe figury taneczne do oberka, jak: à la chasse czy też pas de basque, przysiady i skoki (w tym z obrotami) oraz przekształcone cabriole, a całość wzbogacał licznymi ozdobnikami, takimi jak kroki akcentowane. Obecnie najczęściej stosuje się formę oberka, która została ustalona przez Radę Ekspertów ds. Folkloru Ministerstw Kultury i Sztuki w latach 1987–1989. Rada ekspertów precyzyjnie określiła: ustawienia, ujęcia, objęcia w parze, pozycje rąk, rodzaje kroków, elementy zdobne wykonywane przez tancerkę i tancerza oraz figury wykonywane w obrębie pary. Wszystkie te elementy zostały opisane przez Czesława Srokę w książce Polskie tańce narodowe – systematyka.
Obecnie oberek jest wykonywany głównie przez zespoły folklorystyczne, takie jak: Zespół Pieśni i Tańca „Oberek”, Państwowy Zespół Ludowy Pieśni i Tańca „Mazowsze”, Zespół Pieśni i Tańca Śląsk im. Stanisława Hadyny, Zespół Pieśni i Tańca Kielce czy Zespół „Nowa Huta”. W 2018 roku odbyły  się dwa festiwale, które w swojej nazwie odwołują się do nazwy tańca, w trakcie których widzowie mogli obserwować muzyczne oraz taneczne popisy artystów, wykonujących oberka. Pierwszy z festiwali o nazwie Festiwal Folkloru i Kultury Ziemi Kujawskiej i Mazowieckiej „Od Kujawiaka do Oberka” miał swoją 13. odsłonę w Łącku, drugi w Opocznie (Festiwal Opoczno stolicą Oberka).

### Wielcy kompozytorzy a motyw oberka
Tematem oberka zainteresował się Kazimierz Lubomirski, którego w 1829 roku, opublikował dzieło pt. Obertas-Mazur, w którym m.in. wykorzystuje charakterystykę oberka do swojej twórczości. Kolejnym kompozytorem, który odnosił się do muzyki oberka był Stefan Łodwigowski w swoim dziele pt. Mazur wiejski czyli oberek. W 1816 roku motyw oberka pojawił się w operze zatytułowanej Zabobon, czyli Krakowiacy i Górale, Karola Kurpińskiego i Jana Nepomucena Kamińskiego. Również Fryderyk Chopin wykorzystał melodie oberka, która zaistniała w twórczości kompozytora w 1825 r. Kolejnym kompozytorem, który dość wcześnie wykonywał oberka w swojej twórczości był Karol Hauser (1846 r.). Pod koniec XIX wieku, oberek sukcesywnie przestawał być owianym tajemnicą, tzw. tańcem chłopskim obecnym wyłącznie na balach karnawałowych, ale zaczął przenikać i zwiększać swój zasięg coraz bardziej wśród wyższych klas społecznych. Etap ten został zahamowany przez skutki upadku Powstania Styczniowego i żałobę, która ogarnęła całe społeczeństwo. Po nim jednak rozpoczął się nowy okres, dużo bardziej „demokratycznego” traktowania gatunków tanecznych pochodzenia chłopskiego, które z czasem zyskały status równy polonezowi czy mazurkowi. Proces ten  następował równolegle z demokratyzacją życia społecznego.

## Charakterystyka
Biorąc pod uwagę klasyfikację rysunkowych form choreograficznych, oberek zaliczany jest do wirowych tańców parowych, które to są wykonywane przez poszczególne pary wokół ich wspólnej osi w miejscu, lub też z równoczesnym przesuwaniem się naprzód, często po rysunku dużego koła. Warto wspomnieć, że związana była z tym również zmiana obsady instrumentalnej zespołu muzycznego przygrywającego do tańców oraz zmiana systemu tonalnego z durowej na molową.
Podstawowy krok, nazywany: krokiem oberka (oberkowy), składa się z trzech drobnych kroków, z których każdy ma jednakową wartość czasową w takcie, jest krótki i suwany.
Główną cechą oberka jest wirowanie parami po obwodzie koła w cztery strony; pary czasami obracają się w miejscu w prawo, w lewo lub na zmianę. Czasami oberek jest wykonywany bez obrotów. Na całym Mazowszu przebieg tańca jest bardzo podobny: po dobraniu się dowolnej liczby par i połączeniu ujęciem zamkniętym, każda z nich włącza się stopniowo do kręgu tanecznego i po krótkim przetańcowaniu wiruje wraz z innymi parami. O zmianach kierunku i obrotach w parze decyduje mężczyzna, jednak zmianę kierunku o obwodzie całego koła wyznacza najczęściej dowodzący tancerz. Środek tanecznego kręgu musi być zawsze wolny. W każdym momencie podczas tańca, ale z początkiem frazy na raz tancerze uwalniają przeciwne ręce, dłonie połączone razem, które są unoszone wysoko do góry. W ciągu jednego taktu tancerka musi zdążyć wykonać obrót, po którym wszyscy tancerze wracają do ujęcia zamkniętego. Obroty wykonywane są również w ujęciu otwartym, w którym tancerze muszą z niewysokiego podskoku raz bądź dwa razy przyklęknąć na jedno kolano. Tancerze w dowolnie wybranym przez siebie momencie mogą uderzać obcasem o obcas (wybijając hołubce). Tańcom rzadko towarzyszą przyśpiewki.
W parze decydującą rolę odgrywa mężczyzna, który ozdabia taniec figurami i krokami m.in. obrotami, przytupywaniami, przyklękiwaniami i hołubcami. Taniec kobiet można określić jako spokojniejszy, choć partnerki czasami odpowiadają przytupami na przytupywanie mężczyzn. Rola kobiety w tym tańcu ludowym jest nieoceniona. Bez jej wspierającej roli nie byłoby możliwe szybkie wirowanie oraz wykonanie części ozdobników. Tak samo w muzyce, jak i w tańcu charakterystycznym elementem była improwizacja oraz popisywanie się w tańcu pośród innych tancerzy. Wraz z kolejnymi krokami tancerze wykonywali wymachy rąk, gwizdali – sygnalizując obroty czy przysiady. Ze względu na tempo tańca, które wraz z upływem czasu się zwiększało, wśród tancerzy organizowano zawody, która z par wytrzyma dłużej zawrotne tempo oberka. Obertas mniej żwawo bywa tańczony w Wielkopolsce i Kujawach, żwawiej na Mazowszu, a najżwawiej w okolicach Krakowa.

## Muzyka
Punktem odróżniającym oberka od innych form muzycznych jest bardzo swobodny, wręcz nieustabilizowany tok rytmiczny, który jest wyrażany poprzez nierówne akcentowanie. Rytm ten wymaga od muzyków dużej świadomości pulsu, ponieważ muzykowanie oberka polega na improwizowaniu i dowolności rytmicznej. Za sprawą braku rygoru rytmicznego wydaje się, że cechą charakterystyczną  oberka jest chaos, jednak jest to zabieg tylko pozorny. Choć oberek nie ma uzewnętrznionego pulsu na takim poziomie, jak np. mazur, to jednak puls jest w oberku podstawą konstrukcyjną.
Dowolność oberka opiera się na rozkładaniu akcentów. Zmienność i różność kombinacji czasami prowadzi do zmiany części tańca lub jego fraz. Częstym bywa zabieg zmiany metrum z 6/8 na 3/8 w trakcie trwania tańca. Jednak teksty przyśpiewek, schematy kroków zawsze są podtrzymywane w pierwotnym metrum, czyli 6/8. Właśnie to częste mieszanie, łączenie metrów w ciągu trwania melodii nadaje oberkowi swoisty, osobisty charakter. Słuchaczom tej muzyki może sprawiać trudność nałożenie metrum 6/8 na rytm w metrum 3/8 (okrągły układ), który wygrywany jest przez instrumenty muzyczne.

### Warianty
Oberka można podzielić na dwa warianty związane z wpływami innych podregionów muzycznych: bliższy obertasowi (np. z okolic Skierniewic) i bliższy mazurkowi (np. z okolic Rawy Maz.)
a ), który to jest z nim często wspólny melodią.
W pierwszej grupie charakterystycznym wzorcem jest ośmiosylabowa lub szesnastosylabowa przyśpiewka, np.:

Nie będę się kłopotała,
stolarczyka będę miała, 
będzie robił kolibeczki,
ja się będę kołysała.

W zapisie nutowym mamy do czynienia z manierą parlando, czego efektem jest fraza w metrum 6/8, wyrównywanie wartości iloczasowych jednostek rytmicznych oraz położenie nacisku na pierwszą z jednostek:
Dla drugiego wariantu (oberek bliższy mazurkowi) punktem wyjściowym są przyśpiewki składające się najczęściej z dwunastu lub trzynastu sylab, na przykład:

Ty chłopolu złoty, chciała ja bym ciebie,
a żebyś porachował gwiazdeczki na niebie.

Kształt melodii ma wiele podobieństw z mazurkiem, lecz charakteryzuje go zupełnie inny układ akcentów i to właśnie on decyduje o tym, że mamy do czynienia z zupełnie innym tańcem. Jest to również bardzo zauważalne w choreografii, gdzie swobodny, wręcz nieprzewidywalny oberek staje w zupełnej opozycji do monotonnego mazurka.

## Forma stylizowana
W twórczości kompozytorskiej istnieją oberki instrumentalne lub wokalno-instrumentalne. Spotykamy je w formie mazurków u F. Chopina, H. Wieniawskiego, R. Statkowskiego, G. Bacewicz.
Oberki do tańca towarzyskiego, odbiegające od wzorców ludowych, komponowali: O. Kolberg, L. Lewandowski, H. Wieniawski, K. Namysłowski, W. Osmański, K. Szymanowski, F. Dzierżanowski i inni.